# Стриж, Ксения
Ксе́ния Стри́ж (настоящее имя — Ксе́ния Ю́рьевна Волынцева; род. 4 января 1967, Москва) — российская радио- и телеведущая, диджей и актриса.

## Биография
Родилась 4 января 1967 года в Москве в семье актёра театра и кино Юрия Волынцева (1932—1999).
В 1988 году окончила актёрский факультет Щукинского училища (курс А. А. Казанской). Училась вместе с Алексеем Лысенковым, Яной Поплавской, Юлией Рутберг, Лидией Вележевой, Ириной Климовой, Ольгой Семёновой. Некоторое время играла в спектаклях местного театра.
Позже училась на отделении телевидения и радиовещания факультета журналистики МГУ им. М. В. Ломоносова.

### Радио
Вела музыкальные программы и была диджеем на радиостанциях «Европа Плюс» (1990—1997), «Классика» (1997—2000), «Монте-Карло» (2000), «Радио Шансон» (2000—2003) и др.
С 2003 года вела на «Авторадио» вечернее шоу «ДК».
С 2014 года вела шоу «Однажды Вечером с Ксенией Стриж» на радио «Весна FM».
С 2018 года ведёт шоу «Стриж-Тайм» (позже изменено на «Живая струна») на «Радио Шансон».

### Телевидение
Работала телеведущей передач:
- «50х50» (1-й канал Останкино, 1992—1993[4])
- «У Ксюши» («Россия», с 8 марта 1993 года[4]),
- «Стриж и другие» (ТНТ, 1998—2000)[5],
- «Ночное рандеву» (ТВ Центр/РТР, 1999)[6];
- с 2001 по 2003 год — один из постоянных радиоэкспертов в программе «Земля-воздух» на ТВ-6 и ТВС[6];
- «Утро-7» (LTV-7, Латвия);
- с 2007 по 2008 год — вела передачу «Доброй ночи» на «Первом канале»[7];
- в 2008 году — «Как найти мужа?» на телеканале «Россия»[8][9].
- Была ведущей на телеканале «Ля-Минор»[10]. После скандала, связанного с тем, что она появилась в эфире пьяная и смеялась над зубами своего гостя Александра Солодухи, появилась информация о её увольнении[11], однако Ксения снова стала работать на канале, вплоть до конца 2013 года.
- С 2018 года — одна из ведущих разговорной программы «Рождённые в СССР» на телеканале «Ностальгия».

#### Участие в передачах
Дважды принимала участие в программе «Угадай мелодию» с Валдисом Пельшем, в 1995 году — в шоу «Любовь с первого взгляда», в 2016 году — в передаче «На 10 лет моложе».

### Спектакли
- Телеспектакль «Психодинамика колдовства» по повести Джеймса Ганна «Где бы ты ни был», показанный в передаче Этот фантастический мир, № 16, 1990 год.
- Моноспектакль «Дурные наклонности» по рассказам Ксении Драгунской.
- Участвовала в спектакле «День радио» Квартета И как голос ведущей с радиостанции-конкурента.

### YouTube
С июня 2020 года принимает участие в передачах Стаса Садальского на его YouTube-канале.

## Личная жизнь
В 18 лет вышла замуж за 24-летнего Игоря Минаева — начинающего театрального режиссёра. Брак продлился недолго.
Были отношения с актёром Алексеем Зеленовым, радиорежиссёром радиостанции «Рокс» Ильёй Котовым, музыкантом группы «Крематорий» Максимом Гусельщиковым, с Андреем Макаревичем.
Последний муж — Андрей Сусиков — директор по рекламе.

## Фильмография
- 1985 — Страховой агент — девушка в метро
- 1987 — Пощёчина, которой не было — Оля Наумова
- 1990 — Этот фантастический мир. Выпуск 16. «Психодинамика колдовства» — Эби
- 2000 — Медики (сериал) — жена депутата (1-я серия)